# Караимские вести
«Караимские вести» («Karaite News», «К'арай (Каран) хаберлер») — міжнародне періодичне видання московського караїмського товариства.

## Історія
Ідея випуску газети з назвою «Караимский листок» була висловлена К. Мангубі в 1991 році, проте голова московського караїмського товариства І. Бабаджан запропонував видавати альманах замість газети. До кінця 1993 році правління товариства вирішило видавати газету під назвою «Караимские вести». Головним редактором був призначений В. Кефелі. До редакційної ради увійшли Н. Баскаков, К. Мусаєв, І. Бабаджан, С. Шамаш і А. Баккал. Спочатку, з 1994 року, «Караимские вести» видавалися на кошти фонду Михайла Сарача. Громадським редактором і організатором видання була Ксенія Мангубі (1909-2001). Перший номер вийшов 19 лютого 1994 року. У газеті публікуються літературні твори кримських караїмів, нариси з їх історії, спогади, хроніка поточного життя кримських караїмів тощо. У 2006 році новим головним редактором газети став О. Петров. До 2007 року «Караимские вести» випускалися на двох сторінках формату А3 невеликим тиражем і поширювалися караїмськими активістами на місцях. З № 80 газета стала виходити у форматі А4 і розсилатися в PDF-форматі. На даний момент вихід нових номерів припинений. Всього з 1994 по 2013 рік вийшло 112 випусків газети.